# Puhŭng (metropolitana di Pyongyang)
La stazione Puhŭng (부흥역?, 復興驛?) è il capolinea meridionale della linea Ch'ŏllima della metropolitana di Pyongyang.

## Storia
La stazione entrò in servizio il 10 aprile 1987, all'apertura della tratta da Ponghwa della linea Ch'ŏllima.